# 黃浩洋
黃浩揚（Draven Wong Ho-yeung），香港拳擊運動員。為1999年香港拳擊公開賽羽量級冠軍和拳擊代表隊隊員。目前管理香港Expendables Boxing Gym。

## 外部連結
- 黃浩洋的Facebook專頁